# 南県
南県（なん-けん）は中華人民共和国湖南省益陽市に位置する県。

## 地理
県の洞庭湖の浜は沖積平野であるため、平均標高は約28メートル、最も高いところの点明山で標高は78メートルである。

## 歴史
清の光緒21年（1895年）に南州直隷庁撫民府としておかれ、民国2年（1913年）に南洲直隷庁撫民府から南洲県に改名。翌民国3年（1914年）に南県に改名され現在に至る。

## 行政区画
- 鎮：明山頭鎮、青樹嘴鎮、廠窖鎮、武聖宮鎮、南洲鎮、華閣鎮、茅草街鎮、三仙湖鎮、麻河口鎮、浪抜湖鎮、中魚口鎮、河壩鎮、金盆鎮、北洲子鎮、千山紅鎮
- 郷：烏嘴郷

## 観光
- 徳昌公園
- 廠窖惨案記念碑